# Гура (Сташовський повіт)
Гура (пол. Góra) — село в Польщі, у гміні Лубніце Сташовського повіту Свентокшиського воєводства.
Населення — 79 осіб (2011).
У 1975-1998 роках село належало до Тарнобжезького воєводства.

## Демографія
Демографічна структура на день 31 березня 2011 року:
|          | Загалом | Допрацездатний вік | Працездатний вік | Постпрацездатний вік |
| -------- | ------- | ------------------ | ---------------- | -------------------- |
| Чоловіки | 34      | 3                  | 27               | 4                    |
| Жінки    | 45      | 10                 | 23               | 12                   |
| Разом    | 79      | 13                 | 50               | 16                   |